# Energie cinetică de rotație
În fizică energia cinetică de rotație este energia cinetică datorată rotației în jurul unei axe fixe a unui obiect și face parte din energia cinetică totală. Energia cinetică de rotație a unui obiect depinde de momentul de inerție al obiectului:
{\displaystyle E_{rot}={\frac {1}{2}}I\omega ^{2}}
unde {\displaystyle I} este momentul de inerție față de axa de rotație, iar {\displaystyle \omega \ } este viteza unghiulară.
Lucrul mecanic necesar sau aplicat în timpul rotației este cuplul înmulțit cu unghiul de rotație. Puterea instantanee necesară pentru accelerarea unghiulară a unui corp este cuplul înmulțit cu viteza unghiulară. Pentru obiectele care plutesc liber (neatașate), axa de rotație este de obicei în jurul centrului său de masă.
De observat similaritatea dintre energia cinetică de rotație și energia cinetică de translație (la mișcarea liniară), {\displaystyle E_{c}}:
{\displaystyle E_{c}={\frac {1}{2}}mv^{2}}
În sistemul în rotație momentul de inerție, I, are rolul masei, m, iar viteza unghiulară, {\displaystyle \omega }, are rolul vitezei liniare, v. Energia cinetică de rotație a unui cilindru în rotație variază de la jumătate din energia de translație (dacă este masiv) până la aceeași valoare cu energia de translație (dacă este gol).
Un exemplu este calculul energiei cinetice de rotație a Pământului. Deoarece Pământul are o perioadă de rotație siderală de 23,93 ore, are o viteză unghiulară de 7,29×10−5 rad/s. Pământul are momentul de inerție I = 8,04×1037 kg·m2. Prin urmare, are o energie cinetică de rotație de 2,14×1029 J.
O parte din energia cinetică de rotație a Pământului poate fi utilizată captând energia mareelor. Frecarea suplimentară a celor două valuri mareice transformă din această energie, încetinind infinitezimal viteza unghiulară a Pământului, ω. Datorită conservării momentului cinetic, acest proces transferă momentul cinetic mișcării orbitale a Lunii, crescând distanța acesteia față de Pământ și perioada sa orbitală.